# Księżycowy tata
Księżycowy tata (oryg. Luna Papa) – tadżycki komediodramat z 1999 roku w reżyserii Bachtiara Chudojnazarowa.

## Opis fabuły
W małej wsi niedaleko Samarkandy młoda wiejska dziewczyna, Mamlakat, wraca pewnego wieczoru do domu. Jest pełnia księżyca, a ona słyszy za sobą głos, ale w księżycowym świetle widzi jedynie sylwetkę. Naiwna Mamlakat zostaje uwiedziona przez nieznajomego. Po namiętnej nocy, okazuje się, że jest w ciąży. Kiedy jej ojciec dowiaduje się o tym, wyrusza na poszukiwanie człowieka, który zhańbił jego córkę. Na dodatek musi opiekować się synem, który właśnie wrócił z wojny i jest całkowicie załamany. Wszyscy troje udają się w pełną dziwnych i fantastycznych przygód podróż przez Azję Centralną.

## Obsada
- Czułpan Chamatowa (Mamlakat)
- Moritz Bleibtreu (Nasreddin)
- Ato Muchamedżanow (Safar)
- Merab Ninidze (Merab Ninidze)
- Nikołaj Fomienko (Yassir)
- Lola Mirzorakhimova (Zube)
- Sherali Abdulkajsov (Akbar)
- Dinmukhammed Akhimov (Ginekolog)
- Azalbek Nazriyev (Alisher Khamrayev)
- Mukhayo Karimova (Tancerka)
- Barvina Gulyamova (Tancerka)
- Leila Nikajlova (Tancerka)
- Sofya Amrulina (Tancerka)
- Obid Nazarov (Edip)
- Aziz Nizomidinov (Selim)

i inni